# Omikron Bootis
Omikron Bootis (ο Bootis, förkortad Omikron Boo, ο Boo), som är stjärnans Bayer-beteckning, är en ensam stjärna i södra delen av stjärnbilden Björnvaktaren. Den har en skenbar magnitud av 4,60 och är synlig för blotta ögat där ljusföroreningar ej förekommer. Baserat på parallaxmätning inom Hipparcosuppdraget på ca 13,4 mas, beräknas den befinna sig på ett avstånd av ca 243 ljusår (75 parsek) från solen.

## Egenskaper
Omikron Bootis är en gul till orange jättestjärna av spektralklass G8.5 III, som hör till den så kallade "röda klumpen", vilket anger att den genererar energi genom termonukleär fusion av helium i dess kärna. Även om den visar ett högre överskott av barium än vad som är normalt för en stjärna av denna typ, anser Williams (1975) att dess status som en Bariumstjärna är "mycket tvivelaktig". Den har en massa som är omkring dubbelt så stor som solens massa, en radie som är ca 11 gånger solens radie och avger ca 85 gånger mer energi än solen från dess fotosfär vid en effektiv temperatur på ca 4 900 K.